# Championnat du monde de badminton par équipes mixtes
Ne doit pas être confondu avec le Championnat du monde, le Championnat du monde par équipes masculines et le Championnat du monde par équipes féminines.
La Sudirman Cup est le championnat du monde de badminton par équipes mixtes. Cette compétition tient son nom de Dick Sudirman (en), fondateur et ancien président de la fédération indonésienne de badminton.
Elle a lieu tous les 2 ans, les années impaires, tandis que la Thomas Cup et l'Uber Cup ont lieu les années paires. Il n'y a pas de dotation financière pour les vainqueurs, seulement le prestige de représenter son pays. Les joueurs gagnent néanmoins des points pour le classement mondial de la BWF.
La première édition a eu lieu au Bung Karno Stadium à Jakarta (Indonésie) en mai 1989.
D'autres compétitions par équipes existent, mais elles ne sont pas mixtes :
- la Thomas Cup pour les équipes masculines, depuis 1949 ;
- l'Uber Cup pour les équipes féminines, depuis 1957.

## Format de la compétition
La Sudirman Cup est la seule compétition internationale qui se déroulait sans phase de qualifications. Jusqu'en 2019, elle fonctionnait principalement sur invitation de la Fédération mondiale de badminton en accord avec la pays organisateur. Cependant, depuis 2021, la plupart des confédérations continentales ont fait de leur championnat continental la phase qualificative pour ce championnat du monde. 
Une rencontre se déroule en 5 matches : un simple hommes (SH), un simple dames (SD), un double hommes (DH), un double dames (DD) et un double mixte (MX).

### Avant 2011
Les nations participantes sont divisées en 6 groupes, en fonction de leurs performances antérieures. Chaque groupe est divisé en 2 sous-groupes de 4 équipes : 1A, 1B, 2A, 2B, etc. jusqu'à 6B.
Seules les équipes du groupe 1 ont une chance de décrocher le trophée, les autres jouent leur montée dans le groupe supérieur. Les équipes qui terminent dernières descendent dans le groupe inférieur, sauf, bien entendu, dans le dernier groupe.
Dans chaque sous-groupe, les nations jouent les unes contre les autres. Elles disputent ainsi 3 rencontres, chaque rencontre se jouant en 5 matches : 1 simple homme, 1 simple dame, 1 double homme, 1 double dame et 1 double mixte.
À l'issue de ce 1er tour, pour chaque groupe (sauf le groupe 1), le 1er du sous-groupe A joue contre le 1er du sous-groupe B, le 2e joue contre le 2e et ainsi de suite.
Pour le groupe 1 (celui des meilleures nations), c'est un peu différent : 
- les 3e et 4e de chaque sous-groupe jouent l'un contre l'autre, comme dans les autres groupes, pour déterminer leur classement, et notamment celui qui va descendre dans le groupe 2.
- les 2 premiers de chaque sous-groupe font des demi-finales croisées : le 1er d'un sous-groupe rencontre le 2e d'un autre. Les vainqueurs jouent la finale.

### Depuis 2011
Les équipes sont classées en groupes en additionnant les points obtenus par les joueurs au classement mondial et plus en fonction des résultats antérieurs dans la compétition.
Pour la 1re fois, il y a 12 équipes dans le Groupe 1, réparties en 4 sous-groupes. Après une phase de poule, les 2 premiers de chaque sous-groupe sont qualifiés pour les quarts de finale. À partir de ce stade, les matches sont à élimination directe jusqu'en finale.
Pour les groupes 2, 3 et 4, il n'y a plus de montée dans le groupe supérieur, ni de relégation dans le groupe inférieur. Le but est de gagner des matches pour améliorer le classement mondial et, ainsi, changer de groupe à l'édition suivante.

## Nombre de victoires
Le vainqueur et le finaliste ont toujours été des pays asiatiques, sauf en 1999 et en 2011 où le Danemark est parvenu en finale. 
Une seule nation européenne a remporté une compétition majeure par équipes (Sudirman Cup, Thomas Cup ou Uber Cup confondues) : le Danemark lors de la Thomas Cup 2016.
| Équipe       | Vainqueur                                                                               | Finaliste                              |
| ------------ | --------------------------------------------------------------------------------------- | -------------------------------------- |
| Chine        | 14 (1995, 1997, 1999, 2001, 2005, 2007, 2009, 2011, 2013, 2015, 2019, 2021, 2023, 2025) | 2 (2003, 2017)                         |
| Corée du Sud | 4 (1991, 1993, 2003, 2017)                                                              | 6 (1989, 1997, 2009, 2013, 2023, 2025) |
| Indonésie    | 1 (1989)                                                                                | 6 (1991, 1993, 1995, 2001, 2005, 2007) |
| Danemark     | •                                                                                       | 2 (1999, 2011)                         |
| Japon        | •                                                                                       | 3 (2015, 2019, 2021)                   |

## Palmarès
| Année | Lieu         | Finale       | Finale | Finale       | Demi-finalistes         |
| Année | Lieu         | Vainqueur    | Score  | Finaliste    | Demi-finalistes         |
| ----- | ------------ | ------------ | ------ | ------------ | ----------------------- |
| 1989  | Jakarta      | Indonésie    | 3 - 2  | Corée du Sud | Chine Danemark          |
| 1991  | Copenhague   | Corée du Sud | 3 - 2  | Indonésie    | Danemark Chine          |
| 1993  | Birmingham   | Corée du Sud | 3 - 2  | Indonésie    | Chine Danemark          |
| 1995  | Lausanne     | Chine        | 3 - 1  | Indonésie    | Corée du Sud Danemark   |
| 1997  | Glasgow      | Chine        | 5 - 0  | Corée du Sud | Danemark Indonésie      |
| 1999  | Copenhague   | Chine        | 3 - 1  | Danemark     | Indonésie Corée du Sud  |
| 2001  | Séville      | Chine        | 3 - 1  | Indonésie    | Danemark Corée du Sud   |
| 2003  | Eindhoven    | Corée du Sud | 3 - 1  | Chine        | Indonésie Danemark      |
| 2005  | Pékin        | Chine        | 3 - 0  | Indonésie    | Corée du Sud Danemark   |
| 2007  | Glasgow      | Chine        | 3 - 0  | Indonésie    | Corée du Sud Angleterre |
| 2009  | Canton       | Chine        | 3 - 0  | Corée du Sud | Indonésie Malaisie      |
| 2011  | Qingdao      | Chine        | 3 - 0  | Danemark     | Indonésie Corée du Sud  |
| 2013  | Kuala Lumpur | Chine        | 3 - 0  | Corée du Sud | Danemark Thaïlande      |
| 2015  | Dongguan     | Chine        | 3 - 0  | Japon        | Corée du Sud Indonésie  |
| 2017  | Gold Coast   | Corée du Sud | 3 - 2  | Chine        | Japon Thaïlande         |
| 2019  | Nanning      | Chine        | 3 - 0  | Japon        | Indonésie Thaïlande     |
| 2021  | Vantaa       | Chine        | 3 - 1  | Japon        | Corée du Sud Malaisie   |
| 2023  | Suzhou       | Chine        | 3 - 0  | Corée du Sud | Malaisie Japon          |
| 2025  | Xiamen       | Chine        | 3 - 1  | Corée du Sud | Indonésie Japon         |